# Javra coreensis
Javra coreensis är en stekelart som först beskrevs av Tohru Uchida 1930.  Javra coreensis ingår i släktet Javra och familjen brokparasitsteklar. Inga underarter finns listade i Catalogue of Life.